# Lee Woong-hee
Đây là một tên người Triều Tiên, họ là Lee.
Lee Woong-Hee (tiếng Hàn: 이웅희; sinh ngày 18 tháng 7 năm 1988) là một hậu vệ bóng đá Hàn Quốc, thi đấu cho FC Seoul.

## Sự nghiệp câu lạc bộ
Lee, một thành viên tuyển từ đợt tuyển quân K League 2011, được lựa chọn bởi Daejeon Citizen cho mùa giải 2011. Màn ra mắt đầu tiên của anh cho Daejeon Citizen là ở trận đấu tại vòng một Cúp Liên đoàn bóng đá Hàn Quốc, trước Incheon United. Trận đấu kết thúc và Daejeon thất bại 0 - 3, và Lee bị thay ra sớm trong đầu hiệp hai. Màn ra mắt của anh ở K League là lúc vào sân từ ghế dự bị trong trận đấu của Daejeon trước Jeju United ngày 10 tháng 4 năm 2011.
Vào tháng 1 năm 2014 Lee chuyển từ đội mới xuống hạng Daejeon Citizen đến FC Seoul.

## Thống kê sự nghiệp câu lạc bộ
Tính đến 16 tháng 12 năm 2013
| Thành tích câu lạc bộ | Thành tích câu lạc bộ | Thành tích câu lạc bộ | Giải vô địch | Giải vô địch | Cúp     | Cúp       | Cúp Liên đoàn | Cúp Liên đoàn | Tổng cộng | Tổng cộng |
| Mùa giải              | Câu lạc bộ            | Giải vô địch          | Số trận      | Bàn thắng    | Số trận | Bàn thắng | Số trận       | Bàn thắng     | Số trận   | Bàn thắng |
| Hàn Quốc              | Hàn Quốc              | Hàn Quốc              | Giải vô địch | Giải vô địch | Cúp KFA | Cúp KFA   | Cúp Liên đoàn | Cúp Liên đoàn | Tổng cộng | Tổng cộng |
| --------------------- | --------------------- | --------------------- | ------------ | ------------ | ------- | --------- | ------------- | ------------- | --------- | --------- |
| 2011                  | Daejeon Citizen       | K League 1            | 13           | 1            | 0       | 0         | 4             | 0             | 17        | 1         |
| 2012                  | Daejeon Citizen       | K League 1            | 34           | 0            | 2       | 0         | -             | -             | 36        | 0         |
| 2013                  | Daejeon Citizen       | K League 1            | 32           | 3            | 0       | 0         | -             | -             | 32        | 3         |
| Tổng cộng sự nghiệp   | Tổng cộng sự nghiệp   | Tổng cộng sự nghiệp   | 79           | 4            | 2       | 0         | 4             | 0             | 85        | 4         |